# Nissan Kicks
El Nissan Kicks es un automóvil todocamino del segmento B que el fabricante japonés Nissan comenzó a producir en el año 2016. Es un cinco plazas con carrocería de cinco puertas, motor delantero transversal que se ofrece con tracción delantera o a las cuatro ruedas. Entre sus competidores se encuentran el Chevrolet Trax, el Dacia Duster, el Ford Ecosport, el Hyundai Creta, el Kia Soul, el Jeep Renegade y el Suzuki S-Cross.
El Kicks se desarrolló específicamente para países no desarrollados, aunque también se comercializará en Estados Unidos. El modelo se fabrica en Resende (Brasil), Aguascalientes (México), Guangzhou (China) y Kuala Lumpur (Malasia). Utiliza la misma plataforma mecánica que el Renault Clio IV, el Renault Captur, el Nissan Note II y el Nissan Micra V.
En China, el Kicks se ofrece con distintos motores gasolina según el mercado, en todos los casos atmosféricos de cuatro cilindros en línea. En China es un 1,5 litros de 124 CV de potencia máxima; en Brasil, es un motor bicombustible gasolina/etanol de 1,6 litros y 114 CV; y en América del Norte es un 1,6 litros de 118 hp. Existen versiones con caja de cambios manual y con transmisión variable continua.

## Motor
La Nissan Kicks está equipada con un motor de gasolina HR16DE 1.6L I4 de la misma marca Nissan, compartido con el Versa. Este motor genera 125 hp y 115 lb-ft/155 Nm de par. Nissan califica a este motor para recibir una clasificación de economía de combustible de la EPA de 31 millas por galón en ciudad y 36 millas por galón en carretera. Por otro lado, la versión china utiliza el motor de gasolina HR15DE 1.5L I4 de Nissan.